# Periplaneta regina
Periplaneta regina är en kackerlacksart som beskrevs av Henri Saussure 1864. Periplaneta regina ingår i släktet Periplaneta och familjen storkackerlackor. Inga underarter finns listade i Catalogue of Life.